# 엄마는 그 남자를 사랑했을까
《엄마는 그 남자를 사랑했을까》은 MBC에서 1994년 12월 9일에 방영된 베스트극장이다.

## 줄거리
예원은 아빠가 해외에서 근무하기 때문에 엄마와 이모하고 함께 살고 있다. 어느 날 엄마가 이모가 쓰던 아랫방을 가전제품회사 애프터서비스 출장기사인 상진에게 세를 놓자 이모와 함께 방을 사용하게 된 예원은 불만스러워한다. 예원은 상진이 이사온 뒤로 엄마가 이상해진 것 같다고 느낀다.

## 등장 인물
- 권재희
- 이재룡
- 박소정
- 최선미
- 김홍석
- 양희경
- 장미